# Coliformi fecali
I coliformi fecali sono un gruppo di batteri della famiglia delle Enterobacteriaceae, che vivono nell'intestino dell'uomo e altri animali a sangue caldo. Sono batteri Gram-negativi, a forma di bastoncello, aerobi-anaerobi facoltativi, non sporigeni, che fermentano il lattosio con produzione di acidi e gas alla temperatura di 44,5 °C in 24 ore.
Costituiscono un sottogruppo dei coliformi totali e, rispetto a questi ultimi, rappresentano un indice più specifico di contaminazione fecale delle acque e degli alimenti.
Sono presenti nel materiale fecale ad una concentrazione media di 107-108/g.
Escherichia coli è la specie più rappresentativa dei coliformi fecali, ma all'interno di questo gruppo sono comprese altre specie appartenenti ai generi Klebsiella (K.pneumoniae), Enterobacter (E. cloacae ed aerogens), Citrobacter (C.Freundii), che hanno il loro habitat naturale nel tratto gastrointestinale dei mammiferi. L'acclimatazione alla temperatura corporea ha reso questi microrganismi termotolleranti, poiché all'interno delle loro cellule si sono selezionati enzimi termostabili, in grado di funzionare alla temperatura di 44.5 °C, e questa loro caratteristica viene sfruttata nei metodi classici di rilevamento, che utilizzano una temperatura più elevata come fattore selettivo, per distinguerli dagli altri coliformi.

## Significato dei coliformi fecali nelle acque
Il gruppo dei coliformi fecali, avendo un habitat prevalentemente intestinale, costituisce un buon rivelatore di contaminazione fecale sia per le acque sia per gli alimenti; questi batteri, infatti, raggiungono le acque superficiali soprattutto attraverso gli scarichi fognari e le acque di dilavamento di terreni destinati all'allevamento di animali e, attraverso il ciclo dell'acqua, possono raggiungere anche le falde acquifere. La loro presenza è generalmente da attribuire a una contaminazione in atto e/o a una mancata efficienza dei trattamenti di potabilizzazione e clorazione. Nelle acque destinate al consumo umano e nelle acque di scarico, tuttavia, le normative vigenti hanno sostituito la ricerca dei coliformi fecali con quella di E. Coli, che rappresenta la specie di questo gruppo che più di tutte ha un rapporto esclusivo con l'intestino dei mammiferi ed è quindi un indicatore molto più accurato e specifico della presenza di patogeni (batteri, virus, protozoi) con decorso oro-fecale.